# Закон РІКО
Закон РІКО (The Racketeer Influenced and Corrupt Organizations Act («RICO Act» або «RICO»)) — закон США про організації, що діють під впливом рекету й корупції, спрямований на боротьбу з організованою злочинністю.
Прийнятий 15 жовтня 1970 року.
Він був розроблений з метою переслідування не окремих осіб, а організацій, якими можуть виступати як юридичні особи (у тому числі приватні, громадські, державні), так і будь-яка група фактично об'єднаних осіб. Покарання, передбачені цим законом, є набагато суворішими, ніж за окремі предикатні злочини, що допомагає прокурорам застосовувати судовий компроміс, метою якого є засудження винного за менш серйозні злочини в обмін на співробітництво і свідчення проти керівників злочинних організацій.
Результатом застосування закону РІКО було ув'язнення керівників Коза Ностри, ліквідація діяльності цілих «сімей» злочинців, що належали до італійської мафії. Наприклад, до 1990 р. тисячі основних діючих осіб організованих злочинних угрупувань та їх помічників були засуджені на довгі строки ув'язнення, у тому числі 5 найвпливовіших «сімей» Нью-Йорка, а також члени Коза Ностри в Бостоні, Клівленді, Канзас-Сіті, Пітсбурзі та інших містах.

## Ознаки відповідності закону РІКО
Відповідно до закону, діяльність організованої злочинності означає:
- Будь-яке порушення державних заборон проти азартних ігор, вбивство, викрадення людей з метою шантажу, підпал, грабіж, хабарництво, здирство, торгівля забороненими речовинами, або такими, розповсюдження яких контролюється законом.
- Будь-який акт хабарництва, підробки, крадіжки, привласнення, фальсифікації, торгівлі забороненими речовинами, перешкоджання правосуддю, рабстві, бандитизмі, незаконні тоталізатори, відмивання грошей, комісія по найму для вбивства.
- Привласнення грошей пенсійних фондів, профспілок.
- Банкрутство або фальсифікація цінних паперів.
- Наркоторгівля і розповсюдження наркотиків.
- Відмивання грошей і аналогічні дії.
- Сприяння незаконній імміграції (якщо дія була для фінансової вигоди).
- Террористичні акти.

Свідченням діяльності організованої злочинності є наявність як мінімум двох вищеперерахованих ознак (актів), один з яких відбувався після того, як закон вступив у дію, а попередній міг відбутись в межах десяти років до вступання в дію закону РІКО.

## Українські аналоги
В Українському Кримінальному кодексі відсутня вказівка на основну мету організованої злочинної діяльності — отримання прибутків і надприбутків. Це дозволяє вважати організованими ті об'єднання злочинців, котрі вчиняють так звані загальнокримінальні злочини (крадіжки, розбійні напади, пограбування), що не повністю відповідає сучасному розумінню сутності явища «організована злочинність».
Таким чином, підрив економічної і фінансової діяльності організованих злочинців є одним з найефективніших методів зменшення їх кримінального впливу. Слід зауважити, що в останні роки в Україні майже не застосовується такий вид покарання, як конфіскація майна. А в законодавстві Італії, США, міжнародних документах саме йому відведена центральна роль як чинника, що зупиняє «розростання» кримінальної власності.